# Khu bảo tồn xuyên biên giới Kavango-Zambezi
Khu bảo tồn xuyên biên giới Kavango-Zambezi (tiếng Anh: Kavango-Zambezi Transfrontier Conservation Area - KAZA TFCA) còn được gọi tắt là KAZA. KAZA là một khu bảo tồn xuyên biên giới 5 quốc gia ở khu vực phía nam châu Phi bao gồm: Angola, Botswana, Namibia, Zambia và Zimbabwe.
Sáng kiến thành lập KAZA được đề xuất bởi sự hợp tác giữa quỹ Công viên Hòa bình (Peace Parks Foundation) và quỹ Quốc tế Bảo vệ Thiên nhiên (World Wide Fund for Nature).
Ngày 18 tháng 08 năm 2011, KAZA chính thức được thành lập khi có xác nhận của đại diện cơ quan Nhà nước và Chính phủ các nước tham gia. Sau đó, KAZA chính thức được mở cửa vào ngày 15 tháng 03 năm 2012 ở Katima Mulilo, Namibia.
KAZA được thành lập với mục tiêu là: "To sustainably manage the Kavango Zambezi ecosystem, its heritage and cultural resources based on best conservation and tourism models for the socio-economic wellbeing of the communities and other stakeholders in and around the eco-region through harmonization of policies, strategies and practices." tạm dịch sang tiếng Việt là: "Quản lý bền vững hệ sinh thái Kavango Zambezi, di sản và các nguồn lực văn hóa dựa trên các mô hình du lịch và bảo tồn tốt nhất cho phúc lợi kinh tế xã hội của các cộng đồng và các bên liên quan khác ở trong và xung quanh khu bảo tồn bằng các chính sách hài hòa, chiến lược và thực tiễn."

## Hệ sinh thái
- Là một khu bảo tồn thiên nhiên lớn nhất châu Phi[cần dẫn nguồn], KAZA bao phủ một diện tích rộng tới 444.000 km², gần bằng diện tích của vương quốc Thụy Điển. Trung tâm của khu bảo tồn này là nơi hợp lưu của sông Chobe và sông Zambezi nằm giữa biên giới của Botswana, Namibia, Zambia và Zimbabwe.
- Khu bảo tồn này được thiên nhiên ưu đãi với sự phong phú và đa dạng của các loài động, thực vật hoang dã có giá trị sinh thái và du lịch đáng kể. Trong đó, hệ động vật bao gồm khoảng 44% số voi của châu Phi, hơn 600 loài chim là đặc hữu của thảo nguyên châu Phi, trong các khu đồng bằng có nhiều sư tử, báo, linh cẩu,.. trong các khu đất ngập nước ở phía Nam còn có nhiều loài cá sấu, hà mã,... Hệ thực vật cũng phong phú không kém với ít nhất 3.000 loài, khoảng 100 trong số đó là loài đặc hữu của tiểu vùng (sub-region). Qua đó, KAZA sẽ kết nối các địa điểm du lịch nổi tiếng như vườn quốc gia Chobe, vườn quốc gia Hwange, đồng bằng Okavango (một di sản thế giới, khu Ramsar lớn nhất thế giới) và thác nước Victoria (một di sản thế giới).

## Thành phần
Các vườn quốc gia và khu vực bảo vệ nằm trong vùng:
ở Angola:
- Vườn quốc gia Luiana
- Vườn quốc gia Longa-Mavinga

ở Namibia:
- Vườn quốc gia Mamili
- Vườn quốc gia Mudumu
- Vườn quốc gia Bwabwata

ở Botswana:
- Vườn quốc gia Chobe
- Vườn quốc gia Makgadikgadi
- Vườn quốc gia Nxai Pan
- Vườn quốc gia Moremi Game Reserve

ở Zimbabwe:
- Vườn quốc gia Hwange
- Vườn quốc gia Kazuma Pan
- Vườn quốc gia Zambezi
- Vườn quốc gia Victoria Falls

ở Zambia:
- Vườn quốc gia Liuwa Plain
- Vườn quốc gia Kafue
- Vườn quốc gia Mosi-oa-Tunya
- Vườn quốc gia Sioma Ngwezi